# Мема, Али
Али Мема (алб. Ali Mema; 1 февраля 1943 — 26 марта 2019) — албанский футболист, игравший на позиции полузащитника. На протяжении большей части своей карьеры он выступал за тиранский клуб «17 Нентори». За сборную Албании Али Мема провёл 14 матчей.

## Клубная карьера
Али Мема родился в Тиране и вырос на улице Шюкюри Берксоли, в центре столицы, где он жил со своей семьёй. У него было два брата — Хаджи и Осман, которые также стали профессиональными футболистами. Али Мема учился в школе Констандина Кристофориди, расположенной недалеко от его дома. Он играл за школьную футбольную команду до того, как присоединился к местному клубу «17 Нентори». Первоначально Мема выступал за его молодёжную команду, а в 1960 году, в возрасте всего 17 лет, он был принят в основную. Об этом ему после тренировки сообщил тренер молодёжной команды Джавит Демнери, сказав, что ему на следующий день следует присоединиться к взрослой команде, поскольку её тренер Мюслюм Ала вызвал его на дерби против «Партизани». Мема вышел на поле в этой игре, заменив легендарного нападающего Рефика Ресмью за десять минут до конца матча, и, хотя его команда проиграла, тренер Ала остался очень доволен Мемой, и с этого момента он был переведён в первую команду на постоянной основе.
Мема запомнился своей игрой в роли вратаря в финале Кубка Албании 1962/1963 годов против «Бесы» из Каваи. «Тирана» проиграла первый домашний матч дома со счётом 2:3, но выиграла ответный с результатом 1:0. Исход противостояния решался в серии пенальти. Оба вратаря «Тираны» (Метани и Белиу) были травмированы, поэтому игроки предложили тренеру Мюслюму Але поставить на вратарскую позицию Мему, что Мема так как тот имел подобный опыт в прошлом. Он отразил первые три удара, выполненных Табитом Реджей, тем самым обеспечив победу «Тираны» после того, как другой её игрок Павло Буковику забил первые три в пользу команды Мемы.
Мема ушёл из футбола в 1972 году, в возрасте всего 29 лет, после того, как клуб решил, что необходимо обновление команды, а это означало, что для таких состоявшихся и зрелых игроков, как он, в ней не будет места.

## Карьера в сборной
В июне 1963 года Али Мема дебютировал за сборную Албанию в матче квалификации Олимпийских игр против Болгарии в Тиране. Всего за национальную команду он провёл 14 матчей, не забив ни одного гола. Последний раз в составе сборной Албании Мема появился в игре, проходившей в рамках отборочного турнира чемпионата Европы в декабре 1967 года против ФРГ.

### Статистика в сборной
| Команда | Год   | Игры | Голы |
| ------- | ----- | ---- | ---- |
| Албания | 1963  | 3    | 0    |
| Албания | 1964  | 3    | 0    |
| Албания | 1965  | 4    | 0    |
| Албания | 1967  | 4    | 0    |
| Всего   | Всего | 14   | 0    |

## Стиль игры
Али Мему традиционно считают одним из величайших игроков Албании 1960-х и 1970-х годов. Несмотря на небольшой рост Мема представлял собой серьёзную угрозу в игре в воздухе, так он забил как минимум один гол головой в ворота каждого соперника, с которым ему пришлось играть. На протяжении большей части своей карьеры он выступал на позиции полузащитника, где отличался хорошей техникой, контролем мяча, видении игры. Мема в равной степени владел обеими ногами.

## Личная жизнь
Али Мема происходил из футбольной семьи, производившей на свет футболистов на протяжении многих лет. Его братья Хаджи и Осман были футболистами, а также его племянник и сын Хаджи Сулейман. У самого Али было два сына, в том числе Ардиан Мема, который выступал за «Тирану», а впоследствии стал её тренером.

## Достижения
17 Нентори
- Чемпион Албании (4): 1965, 1966, 1968, 1970[12]